# Terence McKenna
Terence Kemp McKenna (16. listopadu 1946 – 3. dubna 2000) byl americký spisovatel, filosof a etnobotanik. Je známý zejména pro užívání a studium rostlinných psychedelik a entheogenů (zejména DMT a psilocybinu), studia šamanismu, vytvoření teorií o původu lidského vědomí a eschatologických myšlenek.

## Teorie novosti
Toto je jedna z nejznámějších McKennových cyklických teorií času, která zpracovává myšlenku, že čas je ve své povaze „fraktálová vlna“. Podle McKenny má tato teorie základ v I-ťingu a jeho kontaktů s mimozemskou inteligencí. Hodnota této vlny určuje množství "novosti" v daný okamžik. Tato novost přitom znamená množství nově vzniklých systémů, narůstající komplexnosti, či informací nebo nových objevů, je-li aplikována na lidskou společnost. Podle této teorie množství novosti průběžně (ovšem ne stále) roste — když ji aplikujeme na dějiny, časové úseky mezi novými úrovněmi komplexnosti se postupně zkracují. Na počátku vesmíru byla jen jednoduchá plazma, z té vznikly atomy, z atomů se začaly utvářet stále složitější molekuly, dochází ke vzniku prvních organismů, které rychle evolvují do stále komplikovanějších forem až člověka, který čím dál rychleji přichází na nové významné vynálezy jako oheň, jazyk, knihtisk, objev teorie relativity či DNA a v současnosti rapidně se vyvíjející počítače či vesmírný výzkum. Zjednodušeně by se dalo říci, že čas podle této teorie zrychluje, respektive se děje stále větší množství událostí v časovém úseku. Tato fraktálová vlna tedy konverguje k bodu, kdy se hodnota "novosti", bude blížit nekonečnu. Vlnu lze sestavit pro libovolné konečné datum, McKenna ovšem časovou vlnu historie spojoval s předpokládaným finálním datem mayského kalendáře 21. prosince 2012. Podle McKenny mělo v tento okamžik dojít ontologické přeměně podstaty času jako takového. Byl také vytvořen software pro kalkulaci této předpokládané vlny.

## Hypotéza vývoje lidského vědomí
Podle McKenny hrály halucinogeny velkou roli při evoluci člověka a vzniku jazyka. Když předchůdci člověka začali v severní Africe pobývat více na zemi, než na stromech, přibyly k jejich potravě psilocybinové houby (které se tam díky klimatickým změnám ale již nevyskytují). McKenna předkládá argumenty, že synestezie způsobená psilocybinem pomohla k vytváření mentálních obrazů v mysli posluchače, když mluvčí vydává zvuky (resp. mluví jazykem). Na vzniku jazyka se také mohla podílet glosolálie při vyšších dávkách. Dále tvrdí, že extatické halucinace při vyšších dávkách dávají jedincům selektivní evoluční výhodu. Nepřímo tuto teorii také podporuje fakt, že u různých druhů savců můžeme najít aktivní zájem o požívání halucinogenů, a tudíž je pravděpodobné, že je předci lidí skutečně užívali. Tato teorie nezískala u většiny evolučních biologů příliš pozitivní odezvu.

## Teorie houby z vesmíru
McKenna uvažoval, že houby, nebo alespoň některé druhy hub, mohou pocházet z vesmíru a nevyvinuly se na zemi. Jedná se o částečnou teorii panspermie. McKennovy argumenty na podporu této teorie:
- Na zemi nebyly nalezeny žádné zkameněliny hub. Protiargument říká, že houby mají moc měkké tělo, aby mohly tvořit zkameněliny. McKenna však oponoval tvrzením, že byly nalezeny fosílie srovnatelně měkkých červů.
- Větší plodnice hub produkují miliony spor, jelikož jsou spory velice lehké, je možné, aby některé z milionů unikly až za hranice atmosféry.
- Spory hub jsou dobře zaopatřené pro cestování vesmírem: Dobře snáší vysoké mrazy a mohou žít samy o sobě i mnoho roků (McKenna pokládal za reálnou rychlost cestování spor desetinu rychlosti světla.) Dále jsou spory některých hub dobře odolné proti vesmírným zářením (UV, radiace).